# Richard Fox (canoë-kayak)
Pour les articles homonymes, voir Richard Fox et Fox.
Richard Munro Fox, né le 5 juin 1960 à Winsford, est un kayakiste britannique pratiquant le slalom.

## Palmarès

### Jeux olympiques
- 1992 à Barcelone
  - 4e en K1

### Championnats du monde de slalom
- 1979 à Jonquière
  -  Médaille d'or en K1 par équipe
  -  Médaille de bronze en K1
- 1981 à Bala
  -  Médaille d'or en K1 par équipe
  -  Médaille d'or en K1
- 1983 à Merano
  -  Médaille d'or en K1 par équipe
  -  Médaille d'or en K1
- 1985 à Augsbourg
  -  Médaille d'or en K1
- 1987 à Bourg-Saint-Maurice
  -  Médaille d'or en K1 par équipe
- 1989 à Savage River
  -  Médaille d'or en K1
- 1993 à Mezzana
  -  Médaille d'or en K1 par équipe
  -  Médaille d'or en K1

## Biographie
Richard Fox est l'époux de Myriam Jérusalmi, et est le père de Jessica Fox et Noemie Fox.